# Зирянка
Зиря́нка (на руски: Зырянка) е селище от градски тип в Якутия, Русия. Разположено е на река Колима, при вливането на река Ясачная. Административен център е на Верхнеколимски район. Към 2016 г. населението му е 2915 души.

## История
Селището възниква в средата на 1930-те години във връзка с разработването на находище за каменни въглища, което се разработва от 1935 г. Наименувано е в чест на откривателя на Колима – енисейския казак Димитри Зирян. В селището работи управление на Зирянлаг – изправително-трудов лагер в рамките на Далстрой.
Първите сведения за наличие на каменни въглища в басейна на река Колима идват от Ян Черски през 1891 г. Той споменава за въглищни седименти в горните течения на река Зирянка и притоците ѝ до потока Харана-Улах.
През 1933 г. е организирана специална Верхнеколимска експедиция, която изучава находищата на въглища и определя участъци за разработване. така възниква необходимостта от построяване на ново селище. Първоначално селището започва да се изгражда при устието на река Зирянка, но през пролетта на 1936 г. е решено, че това място е неудачно. Тогава възниква и въпросът за спешното изграждане на пристанище. Решено е селището да бъде построено при вливането на река Ясачная в Колима, което е и сегашното му местоположение. През 1937 г. е построено училище, а през 1940 г. получава статут на селище от градски тип.

## Население
| 1959 | 1970 | 1979 | 1989 | 2002 | 2009 | 2010 |
| ---- | ---- | ---- | ---- | ---- | ---- | ---- |
| 4245 | 5260 | 5749 | 6687 | 3749 | 3375 | 3170 |
| 2012 | 2013 | 2014 | 2015 | 2016 |      |      |
| 3080 | 3009 | 2913 | 2928 | 2915 |      |      |

## Климат
Средната годишна температура в Зирянка е -10,8 °C, а средното количество годишни валежи е около 272,6 mm.
| Климатични данни за Зирянка           | Климатични данни за Зирянка | Климатични данни за Зирянка | Климатични данни за Зирянка | Климатични данни за Зирянка | Климатични данни за Зирянка | Климатични данни за Зирянка | Климатични данни за Зирянка | Климатични данни за Зирянка | Климатични данни за Зирянка | Климатични данни за Зирянка | Климатични данни за Зирянка | Климатични данни за Зирянка | Климатични данни за Зирянка |
| Месеци                                | яну.                        | фев.                        | март                        | апр.                        | май                         | юни                         | юли                         | авг.                        | сеп.                        | окт.                        | ное.                        | дек.                        | Годишно                     |
| Абсолютни максимални температури (°C) | −8,2                        | −5                          | 4,0                         | 13,7                        | 27,5                        | 33,8                        | 36,8                        | 33,0                        | 26,5                        | 15,0                        | 0,4                         | −4,7                        | 36,8                        |
| Средни максимални температури (°C)    | −33,4                       | −29,4                       | −18,5                       | −5,5                        | 8,5                         | 19,2                        | 21,4                        | 17,2                        | 8,5                         | −7,3                        | −24,1                       | −32,1                       | −6,1                        |
| Средни температури (°C)               | −36,6                       | −33,7                       | −25,1                       | −11,8                       | 3,2                         | 13,3                        | 15,7                        | 11,9                        | 4,0                         | −10,7                       | −27,2                       | −35,2                       | −10,8                       |
| Средни минимални температури (°C)     | −40,1                       | −38                         | −31,7                       | −19,2                       | −2,3                        | 8,1                         | 10,8                        | 7,3                         | 0,4                         | −13,9                       | −30,6                       | −38,5                       | −15,5                       |
| Абсолютни минимални температури (°C)  | −55,6                       | −54,8                       | −51,9                       | −40,6                       | −26,4                       | −7,2                        | −0,2                        | −4,3                        | −12,3                       | −34,8                       | −50,2                       | −54,4                       | −55,6                       |
| Средни месечни валежи (mm)            | 15,4                        | 13,8                        | 10,3                        | 8,5                         | 12,0                        | 33,5                        | 50,4                        | 43,3                        | 29,2                        | 19,8                        | 20,1                        | 16,3                        | 272,6                       |
| ------------------------------------- | --------------------------- | --------------------------- | --------------------------- | --------------------------- | --------------------------- | --------------------------- | --------------------------- | --------------------------- | --------------------------- | --------------------------- | --------------------------- | --------------------------- | --------------------------- |
| Източник: Climatebase                 |                             |                             |                             |                             |                             |                             |                             |                             |                             |                             |                             |                             |                             |

## Икономика
Основният икономически отрасъл в селището е въгледобивът. То, също така, е важно пристанище и транспортен център на река Колима, който снабдява региона с въглища и продоволствени стоки. Зирянка разполага с летище, което има и втора резервна писта.

## Галерия
- Зирянка през ХХ век.
- Селището през ХХ век.
- Библиотеката.
- Площад В. И. Ленин.
- Училището.
- Улица „Стадухин“.
- Улица „Победа“.